# Hazro

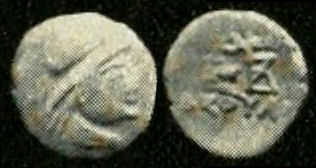

Hazro é uma cidade do Paquistão localizada na província de Punjab.